# Tabley Inferior
Tabley Inferior est une localité anglaise située dans le comté de Cheshire.